# Günzburg (stacja kolejowa)
Günzburg – stacja kolejowa w Günzburgu, w kraju związkowym Bawaria, w Niemczech. Znajdują się tu 3 perony.